# 北愛爾蘭律政司
北愛爾蘭律政司（英語：Attorney General for Northern Ireland）一職是北愛爾蘭行政委員會的首席法律顧問。北愛爾蘭律政司負責處理已權力下放到北愛爾蘭議會管轄的民事和刑事事宜。北愛爾蘭律政司亦負責任命監管北愛爾蘭檢控署的刑事檢控專員及副刑事檢控專員。

## 外部連結
- Office of the Attorney General for Northern Ireland（页面存档备份，存于）